# JQuery mobile
jQuery Mobile je web framework prilagođen za ekrane osetljive na dodir (takođe poznat kao mobilni framework), ili preciznije JavaScript biblioteka, koju trenutno razvija jQuery tim. Razvoj je usmeren na stvaranje framework-a koji je kompatibilan sa širokim spektrom pametnih telefona i tablet računara , što je bilo neophodno zbog pojavljivanja sve većeg broja različitih tablet računara I pametnih telefona na tržištu. jQuery Mobile framework je komaptibilan sa drugim mobilnim framework-ovima i platformama kao što su PhoneGap, Worklight I druge.

## Karakteristike
- Kompatibilan je sa svim poznatijim pregledačima veba I mobilnim platformama uključujući Android, iOS, Windows Phone, Blackberry, WebOS, Symbian.
- Napravljen je po uzoru na jQuery tako da ljudi koji su upoznati sa jQuery sintaksom mogu lako da ga savladaju.
- Tematski  koji dopušta kreiranje proizvoljnih tema.
- Kod ce se isto prikazivati na bilo kom ekranu.
- HTML5-kontrolisana konfiguracija za izradu stranica sa minimalno kodiranja.
- Navigacija zasnovana na AJAX-u sa animiranim prelaskom stranica koja omogućuje sposobnost kreiranja semantičkih URL-ova kroz pushState.
- UI -i koji su optimizovani za ekrane koji su osetljivi na dodir i specifični za platformu.

## Primer
Ono što sledi je osnovni jQuery Mobile projekat koji koristi HTML5 semantičke elemente. Važno je povezati ga sa jQuery i jQuery Mobile JavaScript bibliotekama kao i stilskim listovima (datoteke mogu biti preuzete i skladištene lokalno, ali je preporučljivo da budu povezane sa datotekama uskaldištenim na jQuery CDN).
Glavni deo projekta je definisan sa section HTML5 elementom I atributom  data-role  sa vrednošću page. Primetimo da je  data-role  atribut iz jQuery Mobile, a ne iz HTML5. Stranica može imati  header  i  footer  elemente sa atributom  data-role  koji imaju redom vrednosti  header  I  footer . Izmedju se može nalaziti element  article  sa atributom  data-role  postavljenim na vrednost  content . Takođe, element  nav  može imati atribut  data-role  koji ima vrednost  navbar  .
HTML dokument može sadržati više  section  elemenata, kao I više stranica. Potrebno je samo učitati datoteku koja sadrži više stranica sadržaja gde jedna stranica može da vodi do druge iz iste datoteke navodjenjem id-ja stranice kao atributa(npr.  href="#second" ).

U istom primeru, druga dva data-atributa su korišćena. Atribut  data-theme  obaveštava pregledače o temi koju renderuje, a atribut  data-add-back-btn  dodaje back dugme na stranicu ako mu je vrednost postavljena na  true .
Na kraju, ikonice mogu biti dodate pomoću  data-icon  atributa. jQuery Mobile ima na raspolaganju pedeset ugradjenih ikonica.
Kratko objašnjenje data-atributa korišćenih u ovom primeru:
 data-role  – objašnjava ulogu elementa, kao što su header, content, footer, itd.
 data-theme – određuje koju će temu koristiti elementi bez omotača. Vrednost mu može biti postavljena na a ili b.
 data-position  – određuje da li će pozicija elementa biti fiksirana I u kom slučaju će se prikazivati na vrhu (header) ili dnu (footer).
 data-transition  – bira jednu od deset ugrađenih animacija za učitavanje novih stranica.
 data-icon – podržava pedeset ikonica koje se mogu pridružiti elementu.
```
<!doctype html>

<
html
>

    
<
head
>

		
<
meta
 
charset
=
"utf-8"
>

		
<
title
>
jQuery Mobile Example
</
title
>

		
<
meta
 
name
=
"viewport"
 
content
=
"initial-scale=1, user-scalable=no, width=device-width"
>

		
<
link
 
rel
=
"stylesheet"
 
href
=
"http://code.jquery.com/mobile/1.4.5/jquery.mobile-1.4.5.min.css"
>

		
<
script
 
src
=
"http://code.jquery.com/jquery-1.11.2.min.js"
></
script
>

		
<
script
 
src
=
"http://code.jquery.com/mobile/1.4.5/jquery.mobile-1.4.5.min.js"
></
script
>

    
</
head
>

 
    
<
body
>

        
<
section
 
data-role
=
"page"
 
id
=
"first"
 
data-theme
=
"a"
>

            
<
header
 
data-role
=
"header"
 
data-position
=
"fixed"
>

                
<
h1
>
Page 1 Header
</
h1
>

            
</
header
>

 
            
<
article
 
data-role
=
"content"
>

                
<
h2
>
Hello, world!
</
h2
>

                
<
a
 
href
=
"#second"
 
data-role
=
"button"
 
data-inline
=
"true"
 
data-transition
=
"flow"
 
data-icon
=
"carat-r"
 
data-iconpos
=
"right"
>
Go to Page 2
</
a
>

            
</
article
>

 
            
<
footer
 
data-role
=
"footer"
 
data-position
=
"fixed"
>

                
<
h4
>
Page 1 Footer
</
h4
>

            
</
footer
>

        
</
section
>

 
        
<
section
 
data-role
=
"page"
 
id
=
"second"
 
data-theme
=
"b"
>

            
<
header
 
data-role
=
"header"
 
data-position
=
"fixed"
  
data-add-back-btn
=
"true"
>

                
<
h1
>
Page 2 Header
</
h1
>

            
</
header
>

 
            
<
article
 
data-role
=
"content"
>

                
<
h2
>
Example Page
</
h2
>

            
</
article
>

 
            
<
footer
 
data-role
=
"footer"
 
data-position
=
"fixed"
>

                
<
h4
>
Page 2 Footer
</
h4
>

            
</
footer
>

        
</
section
>

    
</
body
>

</
html
>

```

## Upotreba tema
jQuery Mobile obezbeđuje moćan tematski framework koji dopušta developerima da prilagode šeme boja I određene CSS aspekte UI. Developeri mogu koristiti jQuery Mobile ThemeRoller aplikaciju da prilagode izgled. Nakon pravljenja teme u ThemeRoller aplikaciji, programeri mogu preuzeti proizvoljan CSS dokument I uključiti u projekat svoju temu.
Svaka tema može sadržati do 26 jedinstvenih uzoraka boja, i sastoji se od zaglavlja, sadržaja I dugmića. Kombinovanje različitih uzoraka dozvoljava developeru da napravi širi opseg vizuelnih efekata nego što bi mogao sa jednim uzorkom po temi.Menjanje različitih uzoraka u okviru teme je podjednako jednostavno kao dodavanje atributa “data-theme” u HTML element.
Podrazumevana jQuery Mobile tema dolazi sa dva različita uzorka boja nazvana "a" i "b". Ovo je primer kako napraviti toolbar sa uzorkom "b" :
```
<
div
 
data-role
=
"header"
 
data-theme
=
"b"
>
 
	
<
h1
>
Page Title
</
h1
>
 

</
div
>

```

Već postoji mnogo stilskih tema otvorenog koda koje su razvijene I podržane od strane posredničkih organizacija. Jedna takva tema je Metro style koja je razvijena od strane Microsoft Open Technologies, Inc.. Metro style tema je napravljena da oponaša UI Metro (design language) koji Microsoft koristi u svojim mobilnim operativnim sistemima.

## Podrška mobilnih pregledača
|                  |              |     | Phone Gap | Opera Mobile | Opera Mobile | Opera Mobile | Opera Mini | Opera Mini | Fennec | Fennec | Ozone | Net front |
| 0.9              | 8.5, 8.65    | 9.5 | 10        | 4.0          | 5.0          | 1.0          | 1.1*       | 0.9        | 4.0    |        |       |           |
| ---------------- | ------------ | --- | --------- | ------------ | ------------ | ------------ | ---------- | ---------- | ------ | ------ | ----- | --------- |
| iOS              | v2.2.1       | A   |           |              |              |              |            |            |        |        |       |           |
| iOS              | v3.1.3, v3.2 | A   | A         |              |              |              |            | A          |        |        |       |           |
| iOS              | v4-7.0       | A   | A         |              |              |              |            | A          |        |        |       |           |
| Symbian S60      | v3.1, v3.2   | A   |           | A            |              | A            | A          | A          |        |        | C     | C         |
| Symbian S60      | v5.0         | C   | C         | C            |              | A            | C          | A          |        |        |       |           |
| Symbian UIQ      | v3.0, v3.1   |     |           | C            |              |              |            |            |        |        | C     |           |
| Symbian UIQ      | v3.2         |     |           |              | C            |              |            |            |        |        | C     |           |
| Symbian Platform | v.3.0        | A   |           |              |              |              |            |            |        |        |       |           |
| BlackBerry OS    | v4.5         | C   |           |              |              |              | C          | C          |        |        |       |           |
| BlackBerry OS    | v4.6, v4.7   | C   | C         |              |              |              | C          | B          |        |        |       |           |
| BlackBerry OS    | v5.0         | B   | A         |              |              |              | C          | A          |        |        |       |           |
| BlackBerry OS    | v6.0         | A   | A         |              |              |              |            | A          |        |        |       |           |
| Android          | v1.5, v1.6   | A   | A         |              |              |              |            |            |        |        |       |           |
| Android          | v2.1         | A   | A         |              |              |              |            |            |        |        |       |           |
| Android          | v2.2         | A   | A         |              |              | A            |            | C          |        | A      |       |           |
| Windows Mobile   | v6.1         | C   |           | C            | C            | C            | B          | C          | B      |        |       | C         |
| Windows Mobile   | v6.5.1       | C   |           | C            | C            | A            | A          | C          | A      |        |       |           |
| Windows Mobile   | v7.0         | A   |           |              |              | A            | C          | A          |        |        |       |           |
| webOS            | 1.4.1        | A   | A         |              |              |              |            |            |        |        |       |           |
| bada             | 1.0          | A   |           |              |              |              |            |            |        |        |       |           |
| Maemo            | 5.0          | B   |           |              |              | B            |            |            | C      | B      |       |           |
| MeeGo            | 1.1*         | А   |           |              |              | А            |            |            |        | А      |       |           |

Ključ:
- A - Visokog kvaliteta. Pregledač koji može da koristi medija upite (potrebnih za {jQuery Mobile}). Ovi pregledači će biti aktivno testirani na jQuery mobile,ali možda neće moći da u potpunosti iskoriste njegove mogućnosti.
- B- Srednjeg kvaliteta Pregledač koji nije dovoljno rasprostranjen na tržištu da bi bio svakodnevno testiran, ali će na njih biti primenjeni alati za ispravljanje bagova.
- C- Niskog kvaliteta – Niskog kvaliteta. Pregledač koji ne može da koristi medija upite. Oni nisu u mogućnosti da prikažu {jQuery Mobile} ili CSS sadržaj (prikazuju jednostavan HTML I CSS sadržaj).
- * - Pregledač u pripremi. Ovaj pregledač nije još u upotrebi, već je u fazi testiranja.

## Spoljašnje veze
- Званични веб-сајт
- The jQuery Project
- jQuery Mobile documentation and demo Архивирано на веб-сајту  (23. новембар 2013)
- jQuery Mobile Framework: write less, do more
- jQuery Mobile C# ASP.NET By Matthew David Elgert Архивирано на веб-сајту  (5. јул 2014)
- PropertyCross, Helping you select a cross-platform mobile framework: jQuery Mobile